# روبرت كيرشهوف
روبرت كيرشهوف (بالسلوفاكية: Robert Kirchhoff)‏ هو كاتب سيناريو ومخرج سلوفاكي، ولد في 7 مايو 1968 في Ladomirov ‏ في سلوفاكيا.

## وصلات خارجية
- روبرت كيرشهوف على موقع IMDb (الإنجليزية)
- روبرت كيرشهوف على موقع قاعدة بيانات الفيلم (الإنجليزية)
- روبرت كيرشهوف على موقع كينوبويسك (الروسية)